# 潘科瓦
50°10′15″N 24°51′52″E / 50.17083°N 24.86444°E
潘科瓦（烏克蘭語：Панькова），是烏克蘭西部的村莊，隸屬利維夫州的佐洛奇夫區。該村始建於600年，面積0.2平方公里，海拔高度211米，2001年人口68，人口密度每平方公里340人。